# Caudebec-lès-Elbeuf
Caudebec-lès-Elbeuf é uma comuna francesa na região administrativa da Normandia, no departamento de Sena Marítimo. Estende-se por uma área de 3,68 km². Em 2010 a comuna tinha 10 225 habitantes (densidade: 2 778,5 hab./km²).691 hab/km².